# Casa de la Familia Hernández-Pinzón

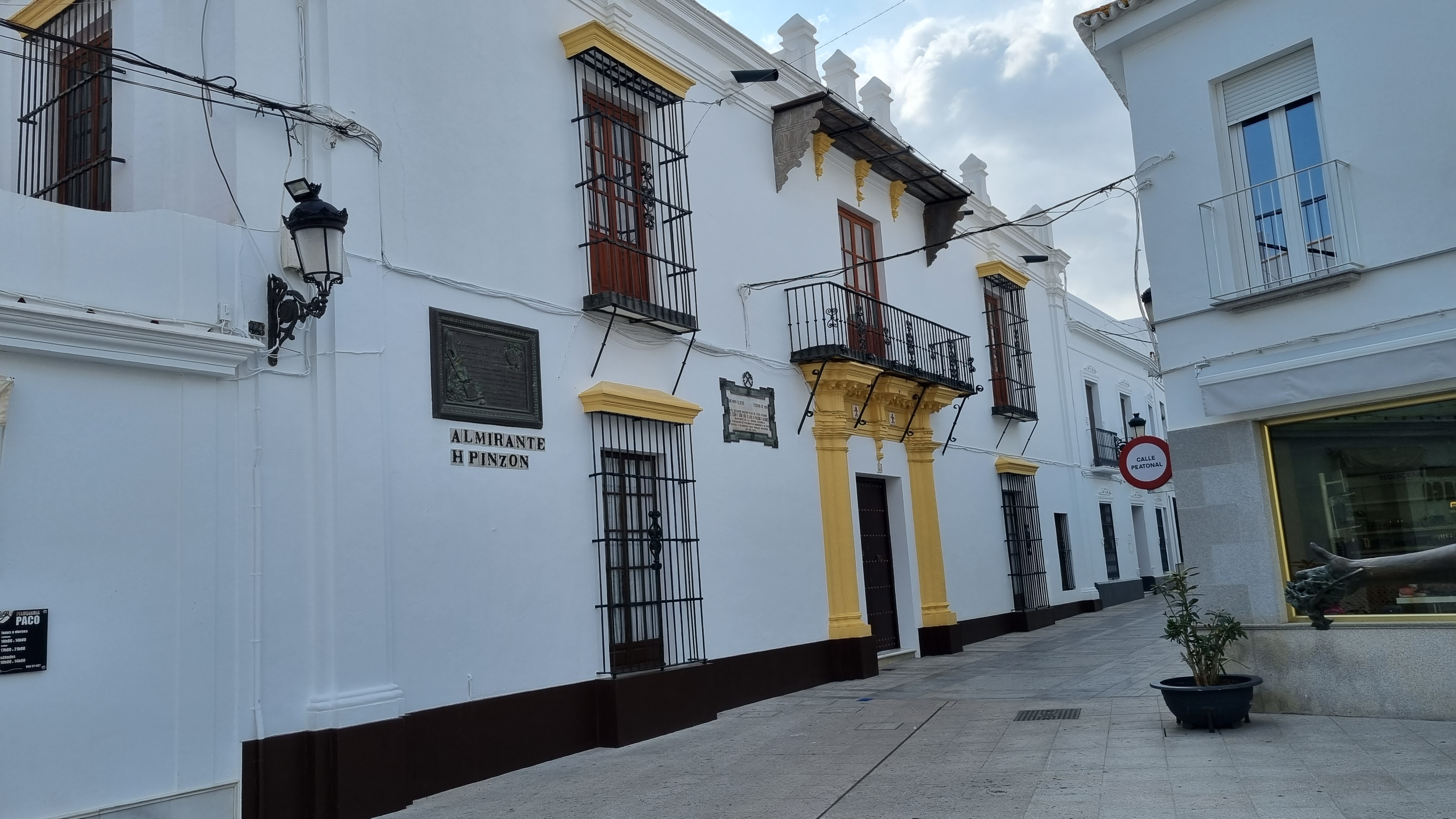
Fachada de la casa.

La Casa de la Familia Hernández-Pinzón se encuentra situada en la calle Almirante Hernández-Pinzón, número 1, de Moguer, Provincia de Huelva (España). Es la casa en la que han habitado los miembros del Linaje Hernández-Pinzón desde su asentamiento en Moguer, tras el Descubrimiento de América. Muchos han sido los miembros de este linaje que han vivido en esta casa a lo largo de los siglos, pero cabe destacar entre ellos al Almirante Luis Hernández-Pinzón Álvarez. 
La casa está incluida con la figura de protección Conjunto histórico artístico, al pertenecer al casco histórico de Moguer que fue  declarado Bien de Interés Cultural de los "Lugares Colombinos" en 1967,  y su posterior ampliación en el decreto de 2016, como Sitio Histórico.

## Descripción
La vivienda está fechada en la segunda mitad del siglo XVI. Es una vivienda unifamiliar de dos plantas de altura y cubierta en azotea. A lo largo de los años ha sido reformada interiormente, pero la estructura interior y exterior de la casa se conserva intacta. Tiene una superficie solar de 468 metros cuadrados, aunque la superficie construida se eleva a 672 metros cuadrados, estando 335 metros cuadrados en la planta baja, 319 metros cuadrados en la planta alta y 18 metros cuadrados de un alpende o almacén. 

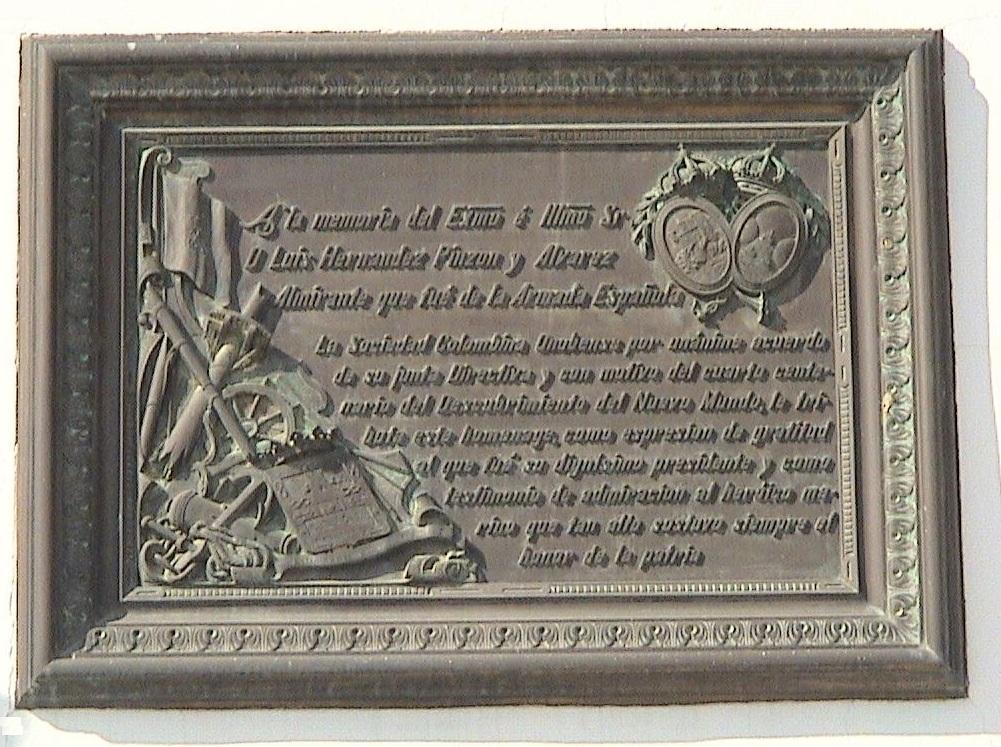
Placa Real Sociedad Colombina.

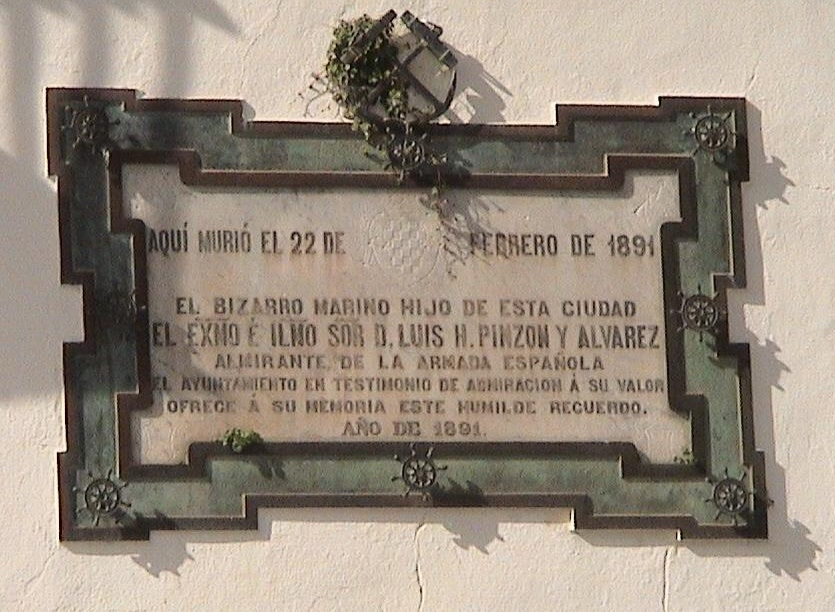
Placa Ayuntamiento de Moguer.

La fachada principal, de composición sencilla, se abre a la calle Almirante Hernández-Pinzón y consta de puerta de acceso a planta baja centrada, y vanos laterales con rejas de hierro de tubo fundido, tres balcones en la planta alta, uno de ellos con balconada exterior. 
En la fachada se ubican dos placas homenaje al Almirante Luis Hernández-Pinzón Álvarez. La primera de la Real Sociedad Colombina Onubense en la que figura la siguiente leyenda:

" A la memoria del Exmo. e Ilmo. Sr. D. Luis Hernández-Pinzón Álvarez, Almirante que fue de la Armada Española. La Sociedad Colombina Onubense por unánime acuerdo de su Junta Directiva y con motivo del IV Centenario del Descubrimiento del Nuevo Mundo le tributa este homenaje, como expresión de gratitud, al que fue su distinguido presidente, y como testimonio al heróico marino que tal alto sostuvo siempre el honor de la patria."

La segunda del Ayuntamiento de Moguer, en la que figura la siguiente leyenda: 

" Aquí murió el 22 de febrero de 1891. El bizarro marino hijo de esta ciudad. El Exmo. e Ilmo. Sor. D. Luis Hernández-Pinzón Álvarez, Almirante  de la Armada Española. El Ayuntamiento en testimonio de admiración a su valor, ofrece a su memoria este humilde recuerdo. año de 1891."

La casa está integrada con figura de protección Bien de Interés Cultural, en el ámbito del "Centro Histórico del casco urbano de Moguer", cuyo caserío fue protegido el 02-03-1967 con la figura de "Conjunto histórico artístico", y posteriormente como "Sitio histórico", en el Decreto 167/2016 del gobierno de la Junta de Andalucía.

## Historia

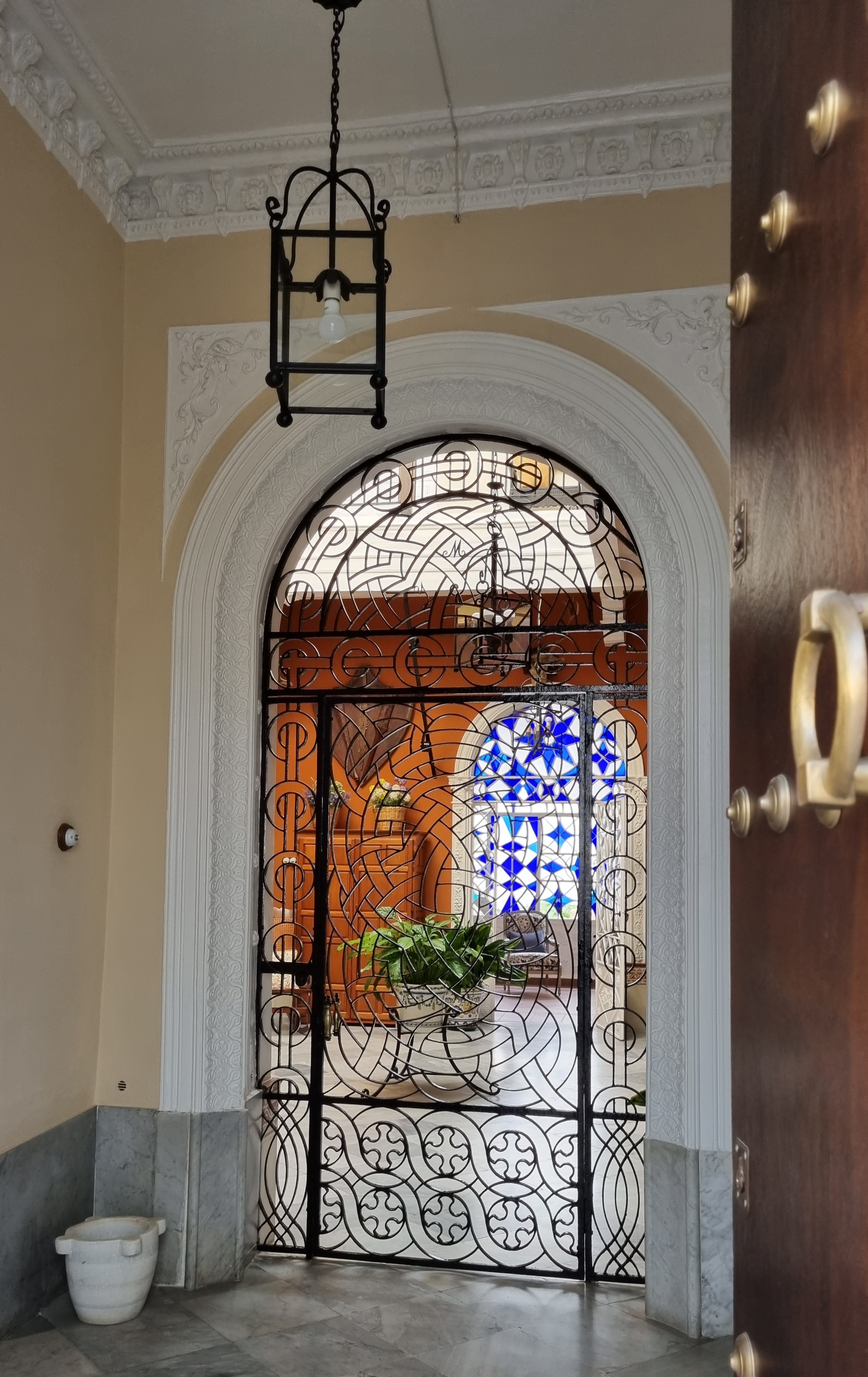
Zaguán de casa.

Tras el Descubrimiento de América se produjo un despoblamiento de Palos de la Frontera que motivo que, parte de la familia Pinzón recalasen en Moguer, entre ellos el Linaje Hernández-Pinzón. La casa fue ocupada por los primogénitos del linaje en las sucesivas líneas descendentes, con destacados marinos al servicio de la corona, como fueron: José Hernández-Pinzón Benítez, Juan Hernández-Pinzón Prieto, el Almirante Luis Hernández-Pinzón Álvarez de Vides y José Luís Hernández-Pinzón Ganzinotto. 
En 1828, cuando Washington Irving visitó a Juan Hernández-Pinzón Prieto, en la casa-palacio, recogió en su diario las siguientes notas:

...Tras un corto paseo llegamos a una casa cuya apariencia era de lo más respetable, indicativo de una holgada, si no opulenta, situación económica. La puerta, como es habitual en los pueblos de España durante el verano, estaba completamente abierta. Entramos con el saludo o más bien con la llamada de costumbre: «Ave María».

Una aseada criada andaluza nos contestó y, después de preguntarle por el dueño, nos condujo a través de un pequeño patio, situado en el centro de la casa y refrescado por una fuente rodeada de flores, a una terraza trasera también llena de flores, donde don Juan Hernández estaba sentado con su familia, al fresco y disfrutando de aquella serena tarde....

 Extracto de la visita en las notas del diario de Washington Irving

## Linaje Hernández-Pinzón

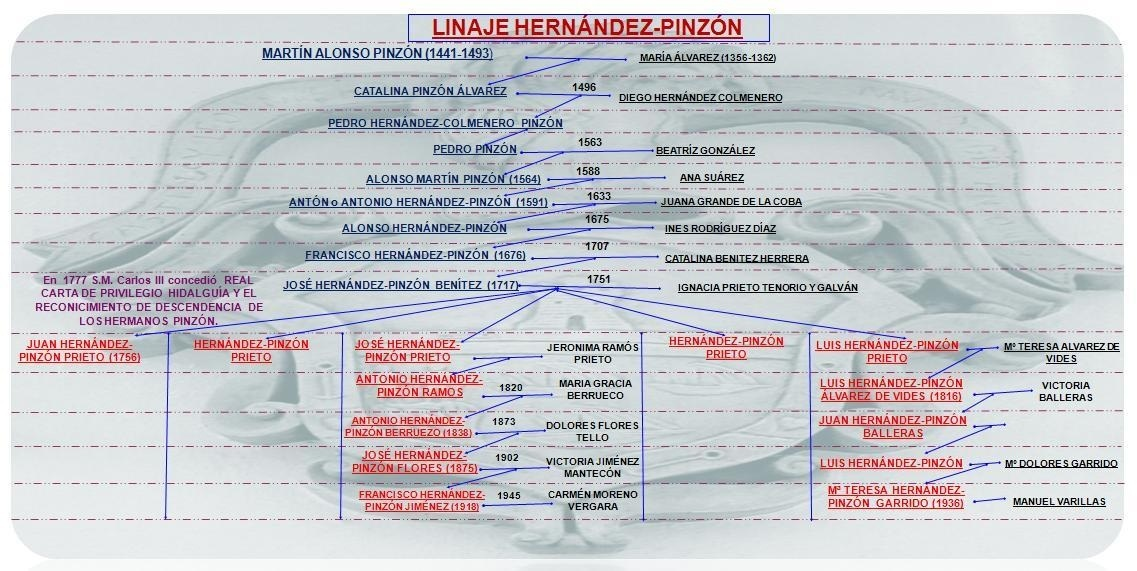
Árbol genealógico del Linaje

El matrimonio de Diego Hernández Colmenero con Catalina Pinzón Álvarez, hija del descubridor de América Martín Alonso Pinzón, da origen a un gran linaje de marinos y exploradores al servicio de la corona, según queda recogido en el Libro que contiene las probanzas de la genealogía del apellido Hernández-Pinzón y entronque con Martín Alonso de 1777, y en diversos estudios posteriores.
En 1828, cuando Washington Irving visitó a los miembros del Linaje recogió en su diario las siguientes notas:

...en los casi tres siglos y medio transcurridos, poco ha cambiado en las condiciones sociales de esta familia. De generación en generación han mantenido el mismo nivel social y buena fama entre sus vecinos, ocupando los cargos públicos de confianza y prestigio, y ejerciendo una gran influencia en el pueblo por su buen sentido y comportamiento. Qué raro es ver este ejemplo de estabilidad de fortuna en este mundo fluctuante, y qué realmente estimable es esta respetabilidad heredada, que no está basada ni en títulos ni en mayorazgos sino que está perpetuada exclusivamente por la calidad de la raza. Los más ilustres descendientes de las más altas alcurnias, nunca merecerán para mí, el mismo sincero respeto y la cordial consideración con las que he contemplado a esta firme y perdurable familia, que lleva tres siglos y medio manteniéndose exclusivamente por sus virtudes.

El linaje originado por Diego Hernández Colmenero y Catalina Pinzón Álvarez, en 1496, se perpetúa en las siguientes líneas descendentes, afincados en Moguer, con destacados marinos al servicio de la corona como Pedro Hernández-Colmenero Pinzón, Pedro Pinzón (1563), Alonso Martín Pinzón (1588), Antón o Antonio Hernández-Pinzón (1633), Alonso Hernández-Pinzón (1675), Francisco Hernández-Pinzón (1707). Cabe resaltar como personajes relevantes del Linaje, posteriormente, a:

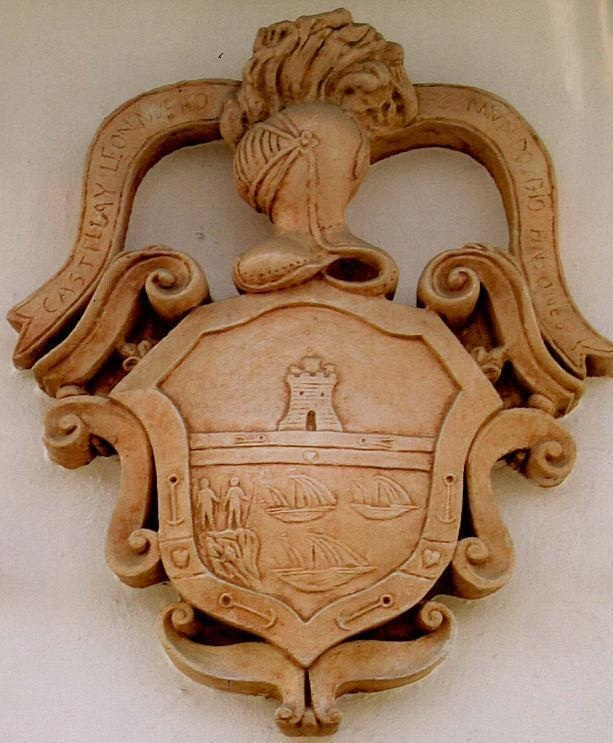
Labra heráldica del escudo del Linaje en otra casa descendientes (Moguer).

- En la séptima línea sucesoria a José Hernández-Pinzón Benítez, nacido en Moguer el año 1717. Fue bautizado en la Iglesia de Nuestra Señora de la Granada el 24 de agosto de 1717. Fue Alférez mayor y Regidor perpetuo de la Ciudad de Moguer. Obtuvo el Real privilegio de Hidalguía y el reconocimiento oficial de ser descendiente de los Hermanos Pinzón, según la Real Carta de Privilegio emitida por el rey Carlos III, en Aranjuez en el año 1777. Contrajo matrimonio en la Iglesia de Nuestra Señora de la Granada, con Ignacia Prieto Tenorio, el 19 de marzo de 1751. Tuvo cinco hijos: Juan Hernández-Pinzón el mayor, José Joaquín Hernández-Pinzón, dos más con nombre desconocidos y el pequeño Luís Hernández-Pinzón.

- En la octava línea descendente los hermanos Juan, José y Luis Hernández-Pinzón Prieto.

- - Juan Hernández-Pinzón Prieto fue el mayor de los hermanos de la octava línea. Nació en Moguer en 1756 y fue bautizado en la Iglesia de Nuestra Señora de la Granada el 25 de marzo de 1757. En el año 1828 recibió la visita de Washington Irving, que recogió las siguientes notas sobre Juan:

Me gustó mucho el aspecto de don Juan. Es un venerable caballero ya de edad, alto, delgado, de tez clara y pelo gris. Me recibió cuando le conté que uno de los motivos de mi interés estaba en relación con su propia familia, ya que, al parecer, este honorable caballero no se ha preocupado demasiado por las hazañas de sus antepasados. Después de leer la carta de su hijo, se mostró muy sorprendido de que alguien viniera hasta Moguer con el único objeto de conocer el escenario de donde partió Colón. En el curso de la conversación me enteré que don Juan tiene setenta y dos años, y es el mayor de cinco hermanos, todos los cuales viven en Moguer o en sus alrededores prácticamente al mismo nivel de vida que sus antepasados en tiempos del descubrimiento. Esto concuerda con lo que yo previamente había oído sobre las familias de los descubridores. La de Colón fue una estirpe extraña que nunca echó raíces en la tierra y de la que no quedan descendientes directos; por el contrario la raza de los Pinzones continúa prosperando y multiplicándose en el suelo de sus mayores.

- - Luís Hernández-Pinzón Prieto nació en Moguer en la la casa nº1 de la actual calle Almirante Hernández-pinzón. Fue oficial de la armada hasta el año 1806. En 1806 contrajo matrimonio con María Teresa Álvarez de Vides, con la que tuvo cinco hijos: Ana, Ignacia, Luís, José y María la Paz Hernández-Pinzón Álvarez de Vides. Washington Irving en su visita de 1828 recogió en su diario las siguientes notas sobre Luis:

Estábamos todavía de conversación cuando entró un caballero que me fue presentado como don Luis Hernández Pinzón, el más joven de los hermanos de Don Juan. Parece tener entre cincuenta y sesenta años, es bastante robusto, de tez clara, pelo gris y con unas maneras abiertas y varoniles. Es el único de la actual generación que ha seguido la antigua profesión de la familia, habiendo servido con gran éxito como oficial de la Armada, de la cual se retiró al casarse, hace ahora veintidós años. También es el que se toma con más interés y afición los temas históricos de su casa, conservando todas las leyendas y documentos relativos a las hazañas y distinciones concernientes a sus antepasados; posee un volumen manuscrito sobre el tema que me ha ofrecido para que lo consultase.

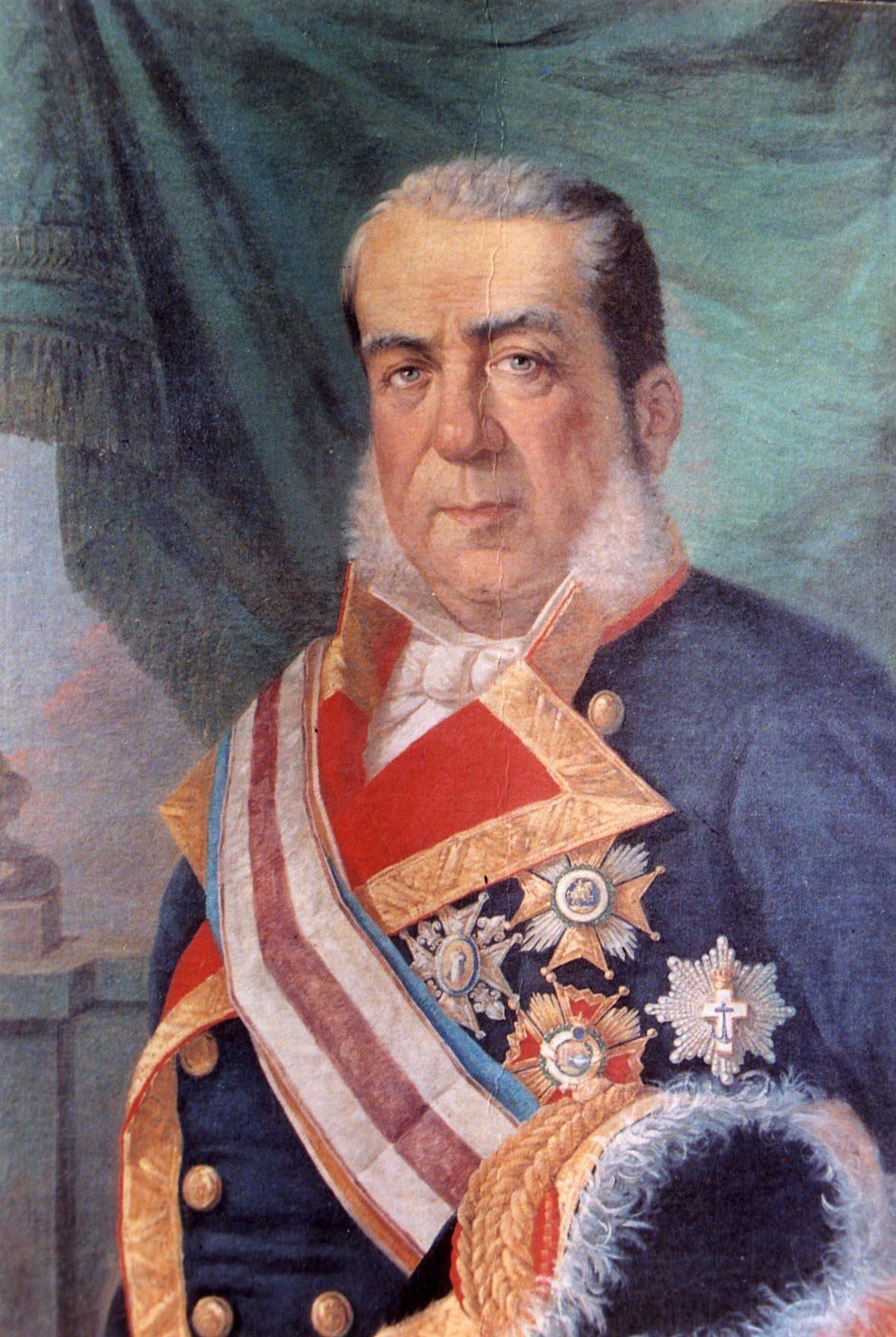
Retrato del Almirante Luís Hernández-Pinzón.

- En la novena línea descendente a Luís Hernández-Pinzón Álvarez de Vides que nació en Moguer el 23 de diciembre de 1816, en la casa familiar. Fue el vigésimo octavo Capitán General y Almirante de la Real Armada Española en la época de Isabel II, dirigió la escuadra del Pacífico en la guerra contra Perú por el control del guano. En el transcurso del reinado de Isabel II, fue diputado a Cortes por varios distritos, y en casi todas las legislaturas, por derecho propio al ser ascendido a Almirante. Ejerció el cargo de presidente de la Comisión de Marina en Londres; segundo jefe del Apostadero de La Habana; vocal del Supremo de Guerra y Marina; presidente de la Junta Superior Consultiva de la Armada; presidente del Centro Técnico de la Armada; presidente del Consejo de Enganches y Redenciones, y capitán general del Departamento de Cádiz. Cuando se celebraron en Huelva las solemnes fiestas del cuarto centenario del Descubrimiento de América, tuvo un papel relevante en la organización del mismo. Participó activamente en la organización de los actos conmemorativos, logrando la visitas de diversas personalidas a la Provincia de Huelva, y que asistieran buques de muy diversos países. Fue socio fundador y presidente, de la Sociedad Colombina Onubense, que le homenajeó con el develado de una placa en homenaje póstumo, entre las actividades celebradas en el IV Centenario. Contrajo matrimonio con María Balleras, con la que tuvo a Juan Hernández-Pinzón Balleras. Falleció en su pueblo natal, de Moguer, el 22 de febrero de 1891.

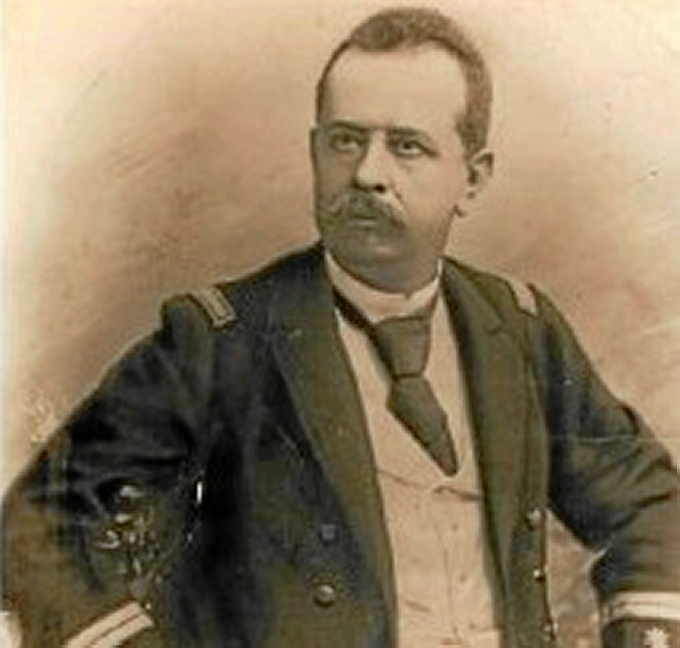
Retrato de Luis Bayo Hernández-Pinzón en exposición Casa Natal.

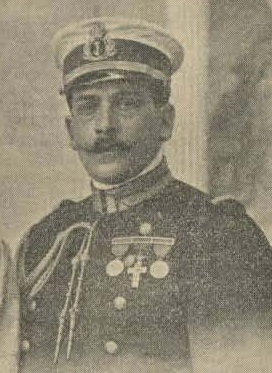
Retrato de José Luis Hernández-Pinzón Ganzinotto.

- En la décima línea descendente a  Luis Bayo Hernández-Pinzón que nació en Moguer el 10 de febrero de 1846. Hijo de Telesforo Bayo y María de la Paz Hernández-Pinzón Álvarez. Ingresó muy joven en la Escuela Naval, alcanzando a los 21 años el grado de Alférez de Navío, así como varias condecoraciones por su participación a bordo del vapor "León" en la campaña bélica desarrollada en la isla de Santo Domingo. Unos años más tarde el de Teniente de Navío. El 9 de septiembre de 1884 es nombrado Teniente de Navío de Primera Clase, y el 18 de abril del siguiente año es asignado como Comandante del transporte “Manila" en el viaje al archipiélago de las Carolinas. El 29 de abril de 1886, el comandante Cano Manuel entregó el gobierno de las Islas Carolinas Occidentales con instrucciones para su reconocimiento y posesión. El 20 de agosto de 1888 regresó a España viendo reconocida su labor con varias condecoraciones, como la Cruz del Mérito Militar, la Cruz del Mérito Naval y la Encomienda de Isabel la Católica. Ya en 1896 Luis Bayo fue nombrado ayudante de marina y capitán del puerto de Cárdenas (Cuba), siendo ascendido dos años más tarde a capitán de navío y destinado como jefe de Estado Mayor de la escuadra de instrucción fondeada en la bahía de Cádiz. El 16 de febrero de 1903 tomó posesión como comandante de marina y capitán del Puerto de Huelva. Falleció de manera repentina, tras cuarenta y cinco años de servicio en la marina española, el 26 de noviembre de 1906. Gracias a los planos de las nuevas islas que Luis Bayo explorara, España  pudo sumar nuevos territorios a la corona. También fue presidente de la Real Sociedad Colombina Onubense.

- En la undécima línea descendente a José Luis Hernández-Pinzón Ganzinotto nacido en el año 1893. Fue Teniente Coronel de Infantería de Marina y Licenciado en Derecho. El 29 de abril de 1908 fue nombrado primer Teniente Coronel ayudante de órdenes de infantería de marina del general Joaquin Ortega, siendo destinado a la primera compañía del segundo batallón del tercer regimiento.[5] En 1920 publicó el libro "Vicente Yáñez Pinzón: Sus viajes y descubrimientos". Se casó con María Dolores Garrido Garrido con la que tuvo como única descendiente a María Teresa Hernández-Pinzón Garrido. Murió asesinado el 22 de julio de 1936 en Moguer, durante la Guerra Civil.

- En la duodécima línea sucesoria a Francisco Hernández-Pinzón Jiménez nacido en Moguer el 4 de julio de 1918. De niño vivió en la actual Casa Museo Zenobia y Juan Ramón. Posteriormente comenzó los estudios de Derecho en las Universidades de Sevilla y Granada, estudios que tuvo que interrumpir por la Guerra Civil Española. Luego obtuvo el grado de Teniente de artillería en la Academia Militar de Segovia. Acompañó a sus tíos Juan Ramón Jiménez y Zenobia Camprubí Aymar en sus últimos días, siendo designado como albacea del Nobel. Contrajo matrimonio con Carmen Moreno Vergara en 1945, con la que ha tenido ocho hijos, un varón y siete mujeres. Murió en Madrid el 1 de mayo de 2010.

La casa fue habitada por última vez, de forma continuada, por María Teresa Hernández-Pinzón Garrido nacida en Huelva el 7 de agosto de 1936. De niña vivió en la casa familiar de los Hernández-Pinzón y se crio junto a su madre Maria Dolores Garrido Garrido y su tía Maria Concepción Hernández-Pinzón  Ganzinotto. Contrajo matrimonio con el magistrado D.Manuel Varillas Pérez con el que tuvo como única descendiente a María Victoria Varillas Hernández-Pinzón. Estos son los actuales propietarios de la casa.